# Alessandro Allori

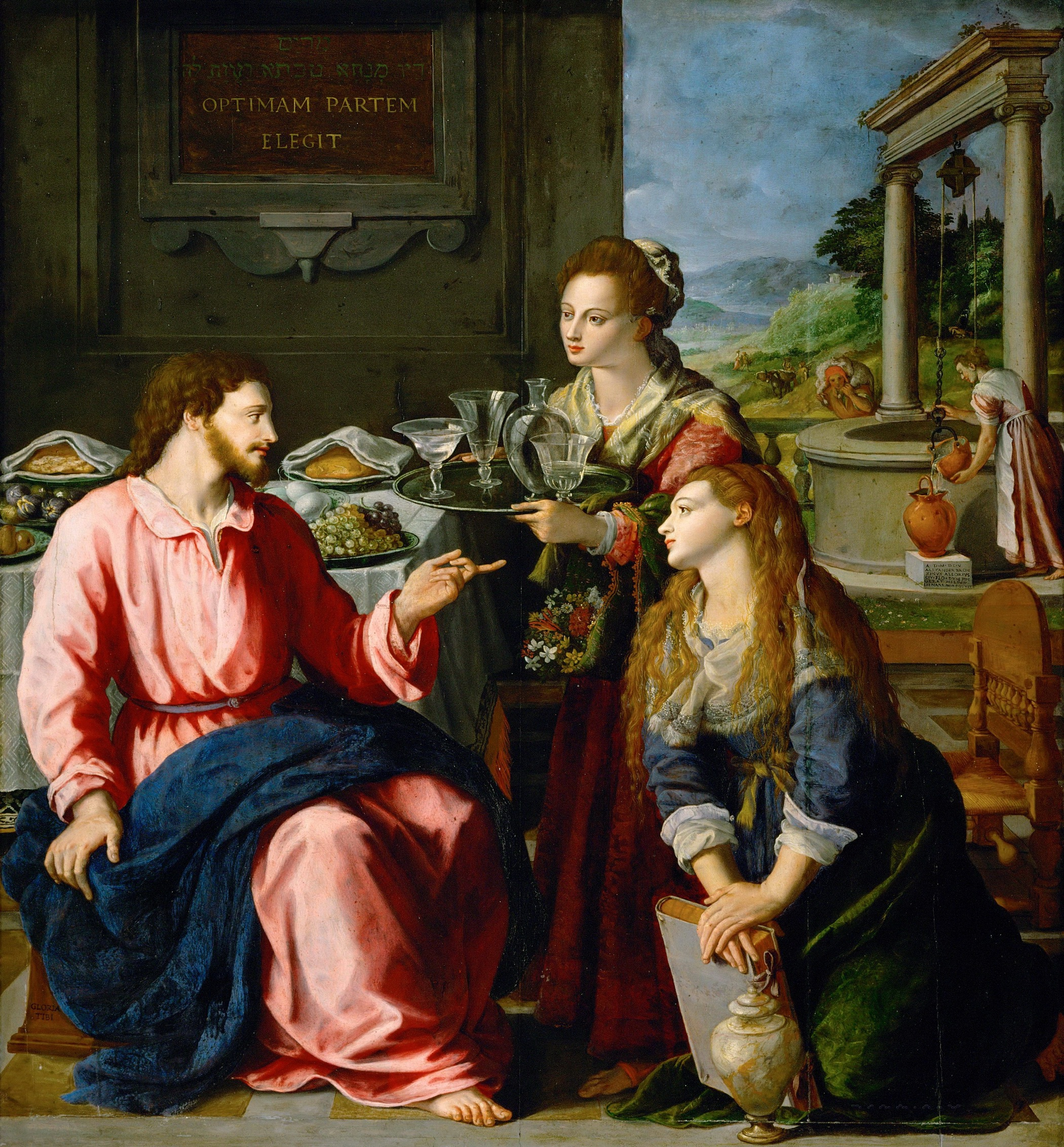
"Kristus med Maria och Marta", Olja på pannå av Allessandro Allori.

Alessandro Allori, född 3 maj 1535, död 22 september 1607, var en italiensk konstnär under manierismen.
Alessandro var verksam i Florens och Rom, där han var Michelangelos elev. Han har i första hand utfört religiösa målningar och porträtt.
Alessandro Allori var far till konstnären Christofano Allori.